# Puerta del León (Real Alcázar de Sevilla)

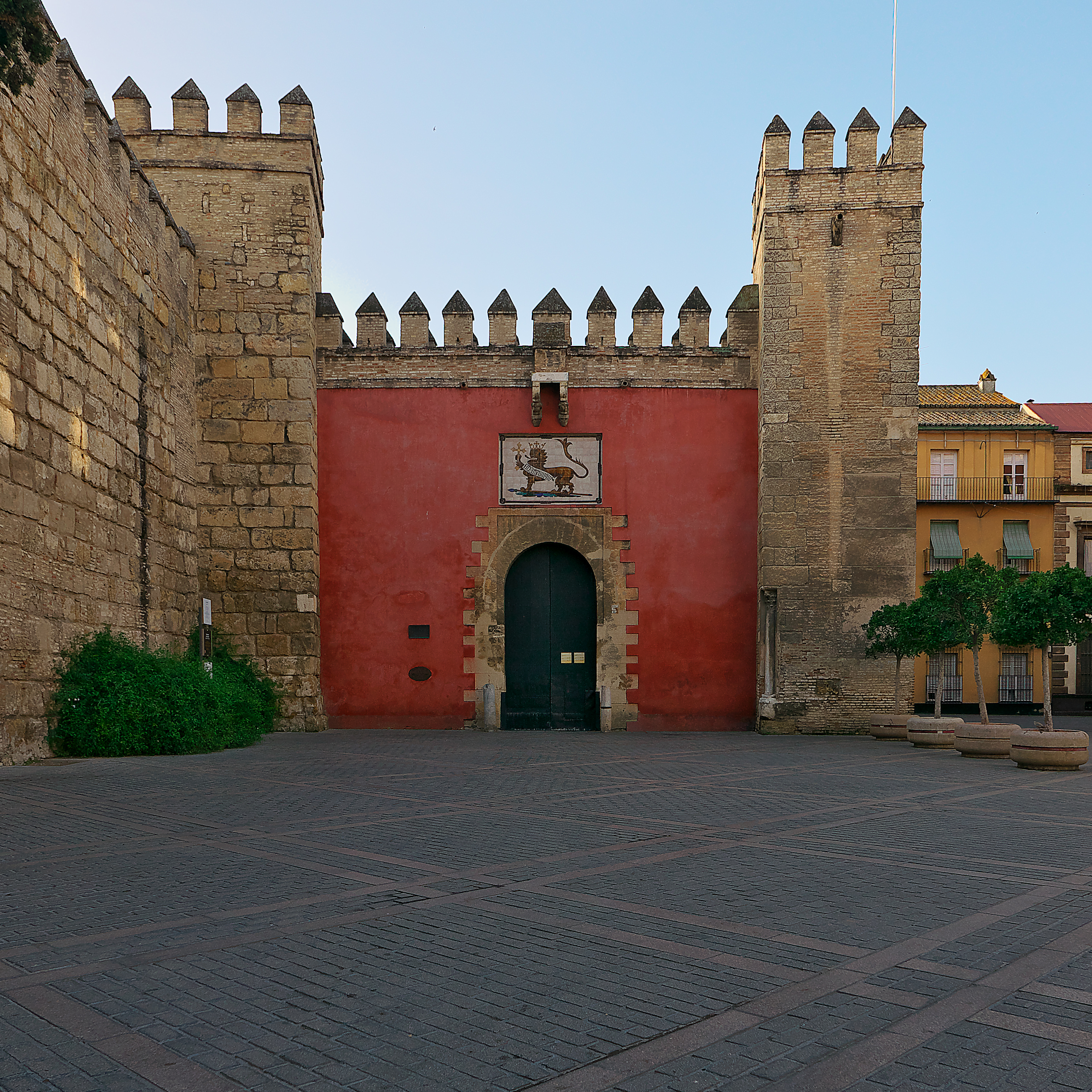
Muralla exterior y Puerta del León.

La puerta del León o puerta de la Montería es la entrada principal al Real Alcázar de Sevilla. La puerta es el acceso principal al patio del León y al palacio del rey Pedro I. Su construcción está realizada en estilo almohade tiene una altura de 8.50 metros

## Denominación
El nombre documentado en los escritos anteriores al siglo XIX es el de puerta de la Montería. Se sabe que el nombre de la puerta proviene del patio al que da acceso, el patio de la Montería. Se desconoce el origen del nombre de este patio, aunque se han propuesto diversas hipótesis. La más aceptada es que el patio estaba adornado con escenas de caza. En la actualidad la puerta es más conocida con el nombre de puerta del León debido a la figura de un león que se encuentra sobre el dintel de la puerta, con la inscripción latina Ad Utrumque. La denominación actual parece haberse originado en el siglo XIX dentro de círculos literarios románticos.

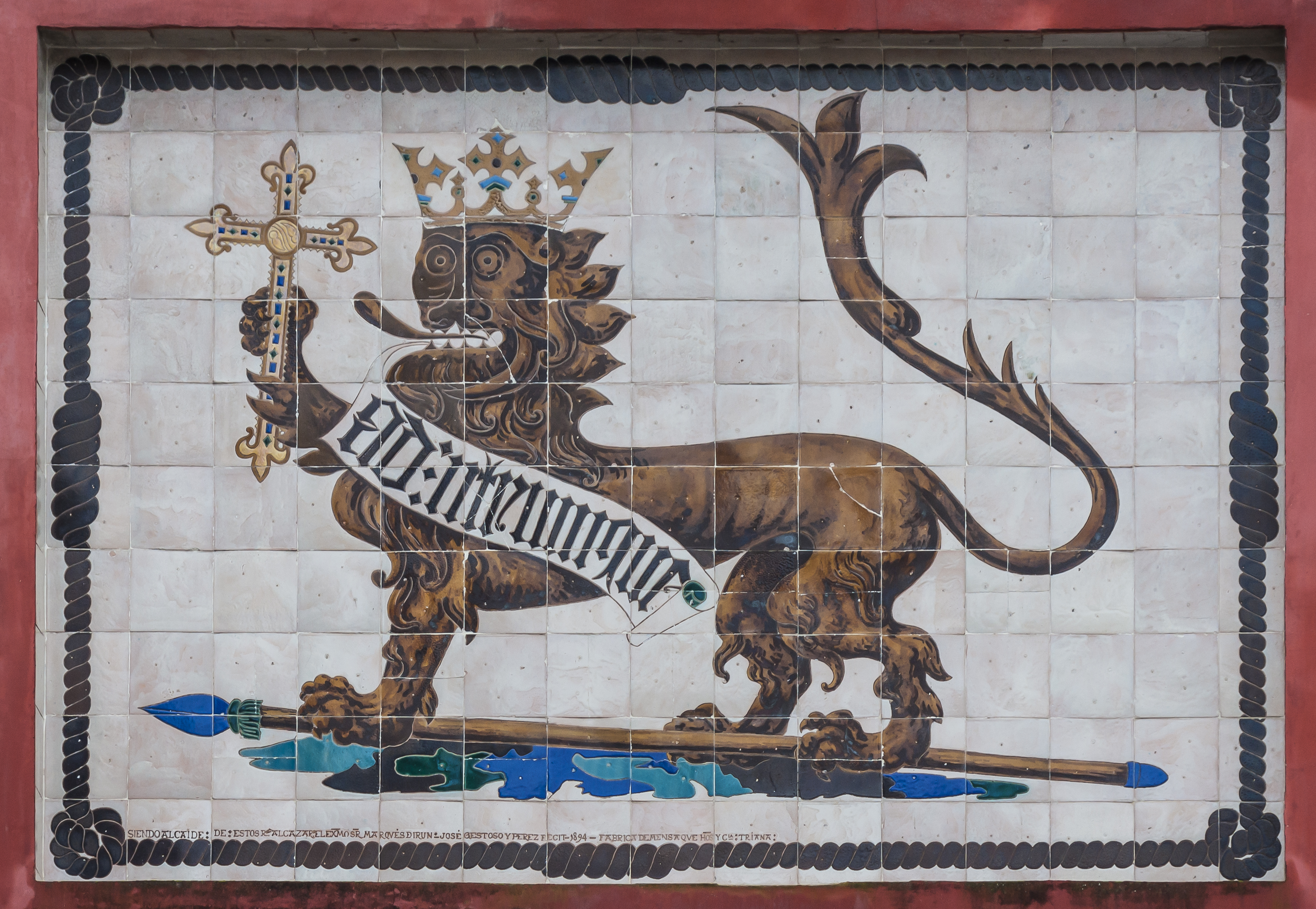
La figura del león en la Puerta del León.

## Diseño
La figura del león situada sobre el dintel de la puerta está formada por un panel de azulejos realizado en cerámica trianera de la fábrica de Mensaque, en el año 1892, según proyecto del historiador José Gestoso y Pérez.

## Patio del León

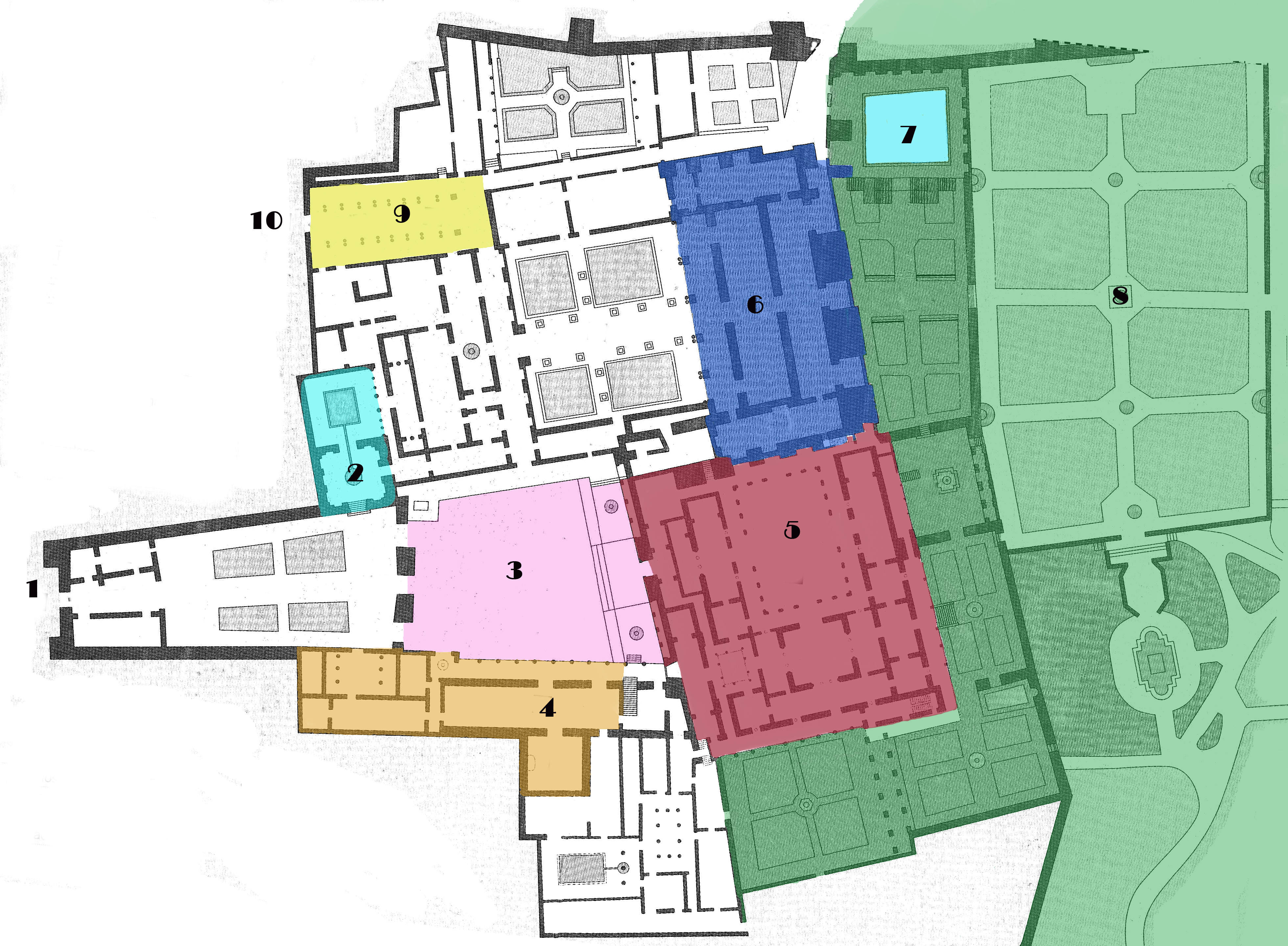
En color negro la Puerta del León.

Cruzada la muralla árabe del siglo XII, se accede al patio del León. A la izquierda de este patio se encuentra la Sala de la Justicia y al fondo se abre un conjunto de tres arcos en una muralla, resto de un antiguo lienzo almohade que formaba parte del entramado defensivo del Alcázar. Estas aperturas fueron realizadas con posterioridad a la construcción del Palacio del rey don Pedro, al abrirse a eje con el palacio. Los dos arcos laterales son gemelos y fueron primitivamente de forma de herradura. El central, de mayor altura que sus laterales, conforma un arco de medio punto peraltado realizado en piedra. Traspasados los arcos se accede al patio de la Montería.